# Pajiștile Balda - Frata - Miheșu de Câmpie
Pajiștile Balda - Frata - Miheșu de Câmpie este o arie protejată (sit de importanță comunitară — SCI) din România, desemnată în scopul protejării biodiversității și menținerii într-o stare de conservare favorabilă a florei spontane și faunei sălbatice, precum și a habitatelor naturale de interes comunitar aflate în arealul zonei de protecție. Aceasta se întinde pe o suprafață de 202,2 ha, integral pe uscat.

## Localizare
Centrul sitului Pajiștile Balda - Frata - Miheșu de Câmpie este situat la coordonatele 46°40′37″N 24°10′09″E / 46.677042°N 24.169094°E. Situl se întinde pe teritoriul administrativ al județului Cluj (Frata) și pe cel al județului Mureș (Miheșu de Câmpie, Pogăceaua și Sărmașu).

## Înființare
Situl Pajiștile Balda - Frata - Miheșu de Câmpie a fost declarat sit de importanță comunitară (ROSCI0331) în septembrie 2011 pentru a proteja 2 specii de plante.

## Biodiversitate
Situată în ecoregiunea continentală, aria protejată conține 2 habitate naturale: Tufărișuri subcontinentale peripanonice, Pajiști stepice subpanonice.
La baza desemnării sitului se află mai multe specii protejate de  plante (2): târtan (Crambe tataria), capul șarpelui (Pontechium maculatum subsp. maculatum).
Pe lângă speciile protejate, pe teritoriul sitului au mai fost identificate 16 specii de plante.